# Expédition d'Abu Sufyan ibn Harb
 (décembre 2019).
Expédition de Abu Sufyan ibn Harb or the Démolition de al-Lat, qui se produit au cours de la même année que la Bataille de Tabuk (qui se produit en octobre 630 AD ). Mahomet envoya Abu Sufyan avec un group d’hommes armés pour détruire l’idole al-Lat (également sous le nom de  al-Tagiyyah) qui était vénérée par les habitants de Taif.La destruction de l’idole était la requête de Mahomet avant qu’une quelconque réconciliation puisse prendre place avec les habitants de Taif qui était constamment attaqués ou qui s’souffraient d’un blocage occasionné par les Banu Hawazin, dirigés par Malik, un converti à l’Islam qui promit de continuer la guerre contre les habitants de la ville qui fut enclenchée par Mahomet durant le Siège Taif. L’événement est aussi mentionné dans le verset du Coran 17:73.